# Bokang Montjane
Bokang Ramaredi Montjane, née le 5 mai 1986 à Limpopo, a été élue Miss Afrique du Sud 2010.
Elle est la 55e Miss Afrique du Sud.

## Biographie

### Jeunesse et études
Bokang Montjane est née dans le village de Gampahlele et a grandi à Polokwane. Au moment de son élection, elle était étudiante de l'université de Johannesburg où elle étudiait dans les relations publiques et en communication,. Elle était censée participer au concours de beauté en 2009 mais elle a dû se retirer de la compétition en raison de ses examens finaux, ne voulant pas sacrifier son éducation en voulant devenir Miss Afrique du Sud. Sa décision a choqué le public. Elle a fini ses examens en 2010 et participe au concours Miss Afrique du Sud 2010.

### Élection Miss Afrique du Sud 2010
Le 12 décembre 2010, Bokang Montjane est élue Miss Afrique du Sud 2010 et succède à Nicole Flint, Miss Afrique du Sud 2009. La présidente du jury était Sonia Raciti-Oshry, Miss Afrique du Sud 1998 et le jury était composé de l'animateur de radio Kieno Kammies, du styliste Paledi Segapo, de la rédactrice en chef Asanda Sizani, du directeur de la chaine M-Net Yolisa Phahle et du mannequin Sonia Booth.
Ses dauphines :
- 1re dauphine : Dhesha Jeram
- 2e dauphine : Bianca Coutinho

#### Parcours
- Miss Terre Afrique du Sud 2007.
- 16e au concours Miss Terre 2007 à Quezon City, aux Philippines.
- Candidate à Miss International 2009 à Chengdu, en Chine.
- Miss Afrique du Sud 2010.
- 7e au concours Miss Monde 2011 à Londres, Royaume-Uni.
- Miss Afrique 2011.
- Candidate à Miss Univers 2011 au Credicard Hall, à São Paulo, au Brésil.

### Autres concours de beauté
Bokang Montjane a remporté de plusieurs concours de beauté avant de devenir Miss Afrique du Sud. Elle était la deuxième femme à concourir dans tous les concours Big Four après Cynthia Kanema, Miss Zambie 2005 et elle est l'une des rares candidates à participer aux quatre concours de beauté internationaux, Miss Terre, Miss Monde, Miss Univers et Miss International. Elle a été couronnée Miss Teen Limpopo en 2004. Lorsqu'elle était étudiante à l'université de Johannesburg, elle a remporté le titre de Miss UJ 2006. Le 18 octobre 2007, elle est élue Miss Terre Afrique du Sud où elle classe 13e et remporte le prix spécial Beauté pour une cause,. Le 18 octobre 2009, Bokang Montjane remporte le titre de Look of Fashion Eastgate 2009 et succède à Tansey Coetzee, Miss Afrique du Sud 2007.

### Engagement humanitaire et sociale
Lors de son élection à Miss Afrique du Sud, Bokang Montjane a déclaré vouloir aider les adolescentes enceintes. En avril 2011, elle collabore avec l'association MaAfrika Tikkun qui travaille pour la transformation des communautés sud-africaines en aidant les enfants vulnérables et les orphelins qui vivent dans des townships. L'organisation a décidé d'aider les adolescentes atteintes de la grossesse à la suite du taux élevé en Afrique du Sud avec le soutien de Bokang Montjane et de l'association loveLife. Le 28 octobre 2010, Bokang Montjane participe parmi 112 candidates de Miss Monde 2011 et a été choisie à un débat sur le sujet Beauty with a Purpose à l'université de Cambridge.
Elle a aussi collaboré avec l'organisation SA Shout qui aide le peuple sud-africain à construire une Afrique du Sud plus sûre ainsi l'organisation Teddy Bear Clinic qui aide les enfants victimes de maltraitance.
Le 7 mai 2011, Bokang Montjane rend visite à des jeunes filles atteintes de maladies mortelles et les couronnent pour un jour comme reine à Sandton. Elle était en compagnie de l'actrice Hlubi Mboya pour l'association Reach for a Dream Foundation.
Bokang Montjane ouvre une bibliothèque pour l'école primaire Kgaganoko à Limpopo en juillet 2011. Un millier de livres ont été donnés par la société SA Reader pour la campagne de Bokang Montjane pour Mandela Day. Elle tient à réinstaurer une bonne culture dans la lecture dans les écoles. Elle a également déclaré : « Je crois que pour les enfants se développent comme individus, ils ont besoin de lire. La lecture permet d'ouvrir la voie à un avenir prospère et productif. La lecture améliore la vie ». Ensuite, elle décide de lancer un camp de confiance d'héritage à Sun City Resort pour cinquante filles venant de Gauteng, Limpopo et les provinces du nord-ouest. Ce camp permet aux filles qui viennent pour la plupart de milieux désavantagés de les aider à voir confiance en soi et d'améliorer leurs compétences en leadership.
Le 21 janvier 2011, Bokang Montjane a été choisie par le ministre des sports et des loisirs, Fikile Mbalula comme l'un des ambassadeurs à aider à rallier la nation des équipes sportives nationales.